# Stéphane Piobetta
Stéphane Piobetta est un philosophe français, professeur agrégé de philosophie, militant politique de la SFIO et résistant, compagnon de la Libération, né le 22 juillet 1913 à La Roche-sur-Yon (Vendée) et mort le 14 mai 1944 à Sant'Apollinare (Italie).
Il est l'un des douze compagnons de la Libération du  22e Bataillon de Marche nord-africain (22e BMNA).

## Biographie
Né à La Roche-sur-Yon, où son père était inspecteur d'Académie, Stéphane Piobetta fait ses études secondaires dans cette ville, puis au lycée Clemenceau de Nantes et au lycée Henri-IV. Il est reçu à l'École normale supérieure en 1934, et passe l'agrégation de philosophie en 1938. À la même période, il est militant du Parti socialiste SFIO.
Son service militaire le conduit comme sous-lieutenant, puis lieutenant au 51e régiment d'infanterie de Beauvais. En juin 1940, il participe aux combats au sein de la 29e Division d'infanterie. Démobilisé le 1er août 1940, il est nommé professeur au lycée Voltaire à Paris. Il s'engage très vite dans la Résistance intérieure.
En juillet 1943, il quitte la France pour aller rejoindre les Forces françaises libres en Afrique du Nord. Rencontrant le général de Gaulle, celui-ci le sollicite pour entrer au Comité français de la Libération nationale. Stéphane Piobetta préfère le combat : promu lieutenant, il prend le commandement de la 3e compagnie du 22e Bataillon de marche nord-africain (22e BMNA). Il prend part à la campagne d'Italie au sein de la 1re Division française libre. Il est tué dans les combats du Garigliano en mai 1944. Ses restes reposent dans la crypte de la chapelle de la Sorbonne à Paris, à côté de ceux de Jean Cavaillès, dont il fut l’élève à l’E.N.S. une dizaine d’années plus tôt. 
Il a été fait Compagnon de la Libération à titre posthume par décret du 20 novembre 1944.
Il a rédigé un Journal de guerre, 1939-1940.

## Publications
- Le Mouvement pédagogique à l'étranger, I, URSS et Tchécoslovaquie, par Jean Balibar, Stéphane Piobetta et al. ; avant-propos de C. Bouglé, Paris, Hermann, collection Actualités scientifiques et industrielles, essais philosophiques (travaux de l'École normale supérieure), 1938, 71 p.
- Kant, La Philosophie de l'histoire, introduction et traduction par Stéphane Piobetta, avec un avertissement de Jean Nabert, Paris, Aubier, 1947, 239 p.

## Distinctions
- Chevalier de la Légion d'honneur
- Compagnon de la Libération à titre posthume par décret du 20 novembre 1944
- Croix de guerre 1939-1945 (4 citations)
- Médaille de la Résistance française par décret du 31 mars 1947[2]
- Médaille commémorative des services volontaires dans la France libre

## Hommages
Le nom de Stéphane Piobetta a été donné à une place du 14e arrondissement de Paris et à un collège public de La Roche-sur-Yon, transféré en 2011 à Aubigny.